# Calluga elaeopa
Calluga elaeopa là một loài bướm đêm trong họ Geometridae.